# باشگاه فوتبال مرستم
باشگاه فوتبال مرستم (به انگلیسی: Merstham Football Club) یک باشگاه فوتبال در شهر مرستم، کشور انگلستان است که در سال ۱۸۹۲ میلادی تأسیس شده‌است.